# Ingušové

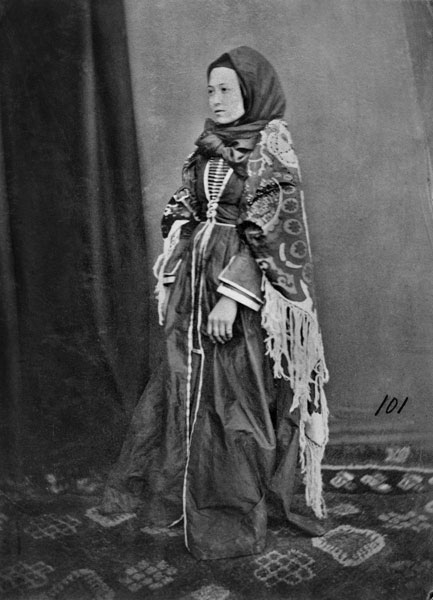
Inguška v tradičním oděvu (snímek z roku 1881)

Ingušové jsou národ žijící v Ingušsku. Jejich počet v Rusku se odhaduje na 200 000 osob. Jejich jazyk patří do čečenské větve kavkazské jazykové rodiny. Ingušové jsou považováni za původní obyvatelstvo Kavkazu, vyznávají hlavně sunnitský islám. V letech 1943–44 byli za údajnou pomoc německé armádě násilně vystěhováni do Střední Asie, ale koncem 50. let se začali vracet.

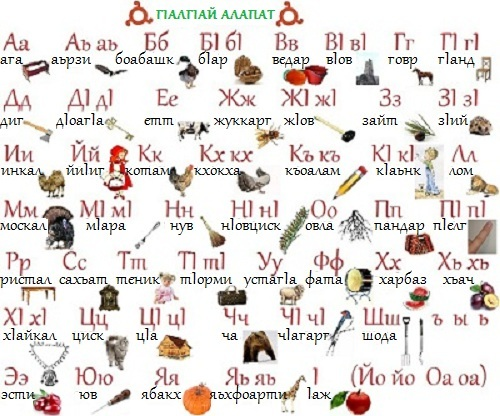
Ingušská abeceda